# 2006 год в музыке

## События
- январь — солист группы Linkin Park Майк Шинода выпускает свой сольный проект — Fort Minor. Продюсерами альбома стали Jay-Z и сам Майк. Выпущенная пластинка The Rising Tied становится одной из лучшей хип-хоп пластинок 2006 года, а песня Where’d You GO становится рингтоном года.
- 8 февраля — в Лос-Анджелесе прошло 48-е ежегодное вручение музыкальных наград «Грэмми».
- 10 февраля — к рок-группе Megadeth присоединился бас-гитарист Джеймс Ломенцо, заменив Джеймса Макданафа.
- 14 апреля — Россию впервые посетил основоположник техно — Хуан Аткинс, который в рамках DIA 2006 провёл мастер-класс, а также отыграл трёхчасовой диджей-сет.
- 20 мая — на конкурсе песни Евровидение-2006 победила рок-группа Lordi с песней Hard Rock Hallelujah, выступавшая в сценических костюмах монстров.
- 18 июня — 64 день рождения Пола Маккартни.
- Июль — группа Rhapsody переходит на лейбл Джоуи Де Майо Magic Circle Music и вынужденно меняет название на Rhapsody of Fire.
- 12 сентября — Мадонна впервые дала концерт в России в рамках своего мирового турне Confessions Tour на БСА Лужники.
- 18 сентября — группа «Чи-Ли» выпускает свой первый альбом «Преступление».
- Во второй половине года было объявлено об уходе из Scooter Джея Фрога, участника коллектива с 2002 года, и прихода на его место диджея Михаэля Симона. Начало «Четвёртой главы» в творчестве группы.
- 15 октября — был закрыт известный нью-йоркский клуб CBGB. Концерт Патти Смит в этот день стал последним в истории клуба.

- В ноябре 2006 года группа «Земляне» отпраздновала своё 30-летие на юбилейных концертах, которые прошли в Государственном Кремлёвском дворце Москвы (07.11.2006), в Ледовом дворце Санкт-Петербурга (09.11.2006) и в московском Спортивно-концертном комплексе «Лужники» (11.11.2006). В этих концертах приняли участие известные зарубежные рок-музыканты из Uriah Heep, Deep Purple, Nazareth, Black Sabbath, Animals, Kingdom Come, Supermax, Smokie, Yes, и многие другие.[1][2][3]
- Распалась финская метал-группа Timo Rautiainen & Trio Niskalaukaus.

## Продажи
- Самый продаваемый сингл в США (Billboard Hot 100) — «Bad Day» (Дэниел Паутер), второе место — «Temperature» (Шон Пол), третье место — «Promiscuous» (Нелли Фуртадо и Тимбалэнд)
- Самый продаваемый альбом в США (Billboard 200) — «Some Hearts» (Кэрри Андервуд)
- Самый продаваемый сингл в Великобритании — «Crazy» (Gnarls Barkley)
- Самый продаваемый альбом в Великобритании — «Eyes Open» (Snow Patrol), второе место — «Beautiful World» (Take That), третье место — «Whatever People Say I Am, That’s What I’m Not» (Arctic Monkeys)

## Награды
- «Грэмми» за альбом года — Dixie Chicks и Рик Рубин за «Taking the Long Way»
- «Грэмми» за запись года — Dixie Chicks за «Not Ready to Make Nice»
- «Грэмми» за песню года — Dixie Chicks за «Not Ready to Make Nice»
- «Грэмми» за лучшее металл исполнение — «Slipknot» «Before I Forget»
- Brit Awards за лучшие британские записи: сингл — «Patience» (Take That), альбом — «Whatever People Say I Am That’s What I’m Not» (Arctic Monkeys)
- RAMP — Catharsis, Tracktor Bowling, Тараканы!, Trivium
- Лучшая песня Архивная копия от 15 мая 2009 на Wayback Machine согласно журналу Rolling Stone — «Crazy» (Gnarls Barkley), второе место — «Steady As She Goes» (The Raconteurs), третье место — «Ridin'» (Chamillionaire)

### Зал славы рок-н-ролла
Исполнители:
- Black Sabbath (Тони Айомми, Гизер Батлер, Оззи Осборн и Билл Уорд)[4]
- Blondie (Клем Бёрк, Гэри Валентайн[англ.], Джимми Дестри[англ.], Фрэнк Инфэнт[англ.], Крис Стейн, Дебби Харри и Найджел Харрисон[англ.])[5]
- Lynyrd Skynyrd (Боб Бёрнс, Ронни Ван Зант, Стив Гейнс[англ.], Эд Кинг, Аллен Коллинз[англ.], Артимус Пайл, Билли Пауэлл[англ.], Гэри Россингтон[англ.] и Леон Уилксон[англ.])[6]
- Sex Pistols (Сид Вишес, Стив Джонс, Пол Кук, Глен Мэтлок и Джонни Роттен)[7]
- Майлз Дэвис[8]

Награда за жизненные достижения:
- Херб Алперт и Джерри Мосс[9]

### Зал славы авторов песен
- Том Белл[англ.][10]
- Уилл Дженнингс[11]
- Мэк Дэвис[англ.][12]
- Генри Косби[англ.][13]
- Сильвия Мой[англ.][14]

Награда Джонни Мерсера:
- Крис Кристофферсон[15]

Награда Эйба Олмена издателю:
- Аллен Клейн[16]

Награда Сэмми Кана за жизненные достижения:
- Peter, Paul and Mary[17]

Награда за выдающуюся песню:
- When the Saints Go Marching In[18]

Награда Хэла Дэвида «Звёздный свет»:
- Джон Мейер[19]

### Зал славы кантри
- Харольд Брэдли[англ.][20]
- Сонни Джеймс[21]
- Джордж Стрейт[22]

## Песни года

### США
Хиты № 1 в США (Список синглов № 1 в США в 2006 году (Billboard Hot 100) #1 Hits)
- «SexyBack» — Justin Timberlake (7 недель)
- «Promiscuous» — Nelly Furtado feat. Timbaland (6 недель)
- «Check on It» — Beyonce feat. Slim Thug (5 недель)
- «Bad Day» — Daniel Powter (5 недель)
- «SOS» — Rihanna (3 недели)
- «London Bridge» — Fergie (3 недели)
- «My Love» — Justin Timberlake feat. T.I. (3 недели)
- «Irreplaceable» — Beyonce (3 недели)
- «Grillz» — Nelly feat. Paul Wall, Ali & Gipp (2 недели)
- «So Sick» — Ne-Yo (2 недели)
- «Ridin'» — Chamillionaire feat. Krayzie Bone (2 недели)
- «Hips Don't Lie» — Shakira feat. Wyclef Jean (2 недели)
- «Money Maker» — Ludacris feat. Pharrell Williams (2 недели)
- «I Wanna Love You» — Akon feat. Snoop Dogg (2 недели)
- «Don't Forget About Us» — Mariah Carey (1 неделя)
- «Laffy Taffy» — D4L (1 неделя)
- «You're Beautiful» — James Blunt (1 неделя)
- «Temperature» — Sean Paul (1 неделя)
- «Do I Make You Proud» — Taylor Hicks (1 неделя)

### Великобритания
Хиты № 1 в Великобритании (UK Official Top 100 #1 Hits)
- «Crazy» — Gnarls Barkley (9 недель)
- «Hips Don't Lie» — Shakira feat. Wyclef Jean (5 недель)
- «I Don't Feel Like Dancin'» — Scissor Sisters (4 недели)
- «Patience» — Take That (4 недели)
- «That's My Goal» — Shayne Ward (3 недели)
- «Maneater» — Nelly Furtado (3 недели)
- «Nasty Girl» — The Notorious B.I.G. feat. Diddy & Nelly (2 недели)
- «Thunder In My Heart Again» — Meck feat. Leo Sayer (2 недели)
- «It's Chico Time» — Chico (2 недели)
- «Smile» — Lily Allen (2 недели)
- «Welcome To The Black Parade» — My Chemical Romance (2 недели)
- «A Moment Like This» — Leona Lewis (2 недели)
- «When The Sun Goes Down» — Arctic Monkeys (1 неделя)
- «Sorry» — Madonna (1 неделя)
- «No Tomorrow» — Orson (1 неделя)
- «So Sick» — Ne-Yo (1 неделя)
- «I Wish I Was A Punk Rocker» — Sandi Thom (1 неделя)
- «Don't Stop Me Now / Please Please» — McFly (1 неделя)
- «Deja Vu» — Beyonce feat. Jay-Z (1 неделя)
- «SexyBack» — Justin Timberlake (1 неделя)
- «America» — Razorlight (1 неделя)
- «Star Girl» — McFly (1 неделя)
- «Put Your Hands Up 4 Detroit» — Fedde le Grand (1 неделя)
- «The Rose» — Westlife (1 неделя)
- «Smack That» — Akon feat. Eminem (1 неделя)

### Россия
Хиты № 1 в России (TopHit)
- «Привет» — Юлия Савичева (10 недель)
- «Невозможное Возможно» — Дима Билан (10 недель)
- «Лето» — Чи-Ли (8 недель)
- «Как Твои Дела?» — Юлия Савичева (7 недель)
- «До Скорой Встречи» — Звери (4 недели)
- «Нежность Моя» — Валерия (3 недели)
- «Я С Тобой» — Иракли (3 недели)
- «Hung Up» — Madonna (2 недели)
- «Это Была Любовь» — Дима Билан (1 неделя)
- «Плачь И Смотри» — Непара (1 неделя)
- «Я Лечу» — Валерия (1 неделя)
- «Ещё Люблю» — A'Studio (1 неделя)
- «Отпускаю» — МакSим (1 неделя)

## Группы

### Новые
- Amberian Dawn
- A$AP Mob
- I See Stars
- Cage the Elephant
- Yeasayer
- Коrsика
- Van Canto
- Vishapakahr
- «Винтаж»
- Black Veil Brides
- AKB48
- Eurobandið
- Gouache
- «Йорш»
- «Птицу ЕМЪ»

### Воссоединившиеся
- Возобновила деятельность группа Mechanical Poet в новом составе.
- Ultramagnetic MCs (распались в 2001)

## Выпущенные альбомы

### Январь
3 января — First Impressions of Earth (The Strokes)
20 января — Rocket Ride (Edguy)
23 января — Keys to the World (Ричард Эшкрофт)
23 января — Amber (Clearlake)
24 января — Testify (P.O.D.)
24 января — Lights and Sounds (Yellowcard)
27 января — A Moment of Stillness (God Is an Astronaut)
31 января — For Me, It's You (Train)
Pražská pálená (Яромир Ногавица)

### Февраль
3 февраля — Come Clarity (In Flames)
6 февраля — The Life Pursuit (Belle & Sebastian)
6 февраля — Hello Young Lovers (Sparks)
7 февраля — Donuts (J Dilla)
13 февраля — Enter My Religion (Лив Кристин)
13 февраля — Timeless (Сержио Мендес)
15 февраля — Eclipse (Amorphis)

### Март
6 марта — On an Island (Дэвид Гилмор)
6 марта — Mr Beast (Mogwai)
7 марта — По пояс в небе (Николай Носков)
7 марта — Against All Oddz (Young Noble & E.D.I.)
9 марта — Когда мы вместе, никто не круче (Звери)
12 марта — Сильфы (Сильфы)
13 марта — Meds (Placebo)
14 марта — Super Colossal (Джо Сатриани)
14 марта — Dante XXI (Sepultura)
20 марта — Dubstep Allstars: Vol 3 (Kode9 feat. The Spaceape)
21 марта — Chicago XXX (Chicago)
21 марта — Kill (Cannibal Corpse)
21 марта — 3121 (Принс)
27 марта — Collected (Massive Attack)
27 марта — Storm (Theatre of Tragedy)
27 марта — Capaz de Todo (D’Nash)
28 марта — Educated Horses (Rob Zombie)
28 марта — Трудный возраст (МакSим)
29 марта — Human After All: Remixes (Daft Punk)

### Апрель
3 апреля — Нежность моя (Валерия)
3 апреля — 2 войны (Слот)
4 апреля — Musique Vol. 1 1993–2005 (Daft Punk)
4 апреля — I’m Not Dead (Пинк)
4 апреля — Karmacode (Lacuna Coil)
4 апреля — Operation: Mindcrime II (Queensrÿche)
5 апреля — Беспечный русский бродяга (Аквариум)
11 апреля — Chosen Lords (Aphex Twin)
11 апреля — Death by Sexy (Eagles of Death Metal)
17 апреля — Oneiric (Boxcutter)
18 апреля — Side Three (Эдриан Белью)
25 апреля — Четверо парней (Дискотека Авария)
27 апреля — Всё сначала... (Непара)
28 апреля — 10,000 Days (Tool)

### Август
1 августа - Year of the Dog...Again
(DMX)
Октябрь
20 октября - The Black Parade (My Chemical Romance)

### Ноябрь
14 ноября - Doctor's Advocate (The Game)

### Без точной даты
Ночной призрак (EX Сектор Газа)

## Скончались
- 8 января — Джим Лаунсбери (англ. Jim Lounsbury) (1923-2006), один из «пионеров» рок-н-ролла и ведущий радиопередач из США.
- 9 января — Юрий Буков, болгарский пианист.
- 19 января — Уилсон Пикетт (64) — американский певец и автор песен
- 10 февраля — J Dilla, американский хип-хоп продюсер и рэпер
- 23 февраля — Юрий Морозов, автор песен, музыкант, звукорежиссёр, писатель (57 лет)
- 5 апреля — Джин Питни (66) — американский певец, музыкант и автор песен
- 11 апреля — Proof, американский рэпер
- 13 апреля — Эйси Киккава, музыковед и педагог (97 лет)
- 2 июня — Винс Велник[англ.] (55) — американский музыкант, клавишник групп The Tubes и Grateful Dead
- 3 июня — Джонни Грэнд[англ.] (76) — американский музыкант, пианист группы Bill Haley & His Comets
- 6 июня — Билли Престон, певец и композитор, известный своей работой с группами «The Beatles» (прозван «пятым битлом») и «The Rolling Stones» (59 лет)
- 12 июня — Дьёрдь Лигети, композитор-авангардист, изобретатель микрополифонии, автор «Реквиема», «Атмосфер» и «Далёкого». (83 года)
- 7 июля — Сид Барретт (60) — английский певец, музыкант и композитор, один из основателей, вокалист и автор песен группы Pink Floyd
- 8 июля — Сабина Дюнзер, вокалистка готик-метал-группы «Elis» (29 лет)
- 22 августа — Лауренциу Профета, румынский композитор (81 год).
- 27 августа — Джесси Пинтадо, гитарист «Terrorizer», экс-гитарист «Napalm Death» (37 лет)
- 20 сентября — Мартта Контула, композитор, оперная певица, музыкальный педагог (98 лет)
- 21 сентября — Боз Барелл, бас-гитарист (60 лет)
- 1 октября — Прентисс Барнс[англ.] (81) — американский певец, вокалист группы The Moonglows
- 3 ноября — Поль Мориа, дирижёр оркестра (81 год)
- 17 ноября — Рут Браун (78) — американская певица
- 2 декабря — Маришка Вереш, певица (59 лет)
- 6 декабря — Сергей Воронин, клавишник группы «Пикник» (50 лет)
- 7 декабря — Джей «Хути» Макшенн, (англ. Jay “Hootie” McShann), американский джазовый и блюзовый пианист, вокалист, композитор и бэнд-лидер (90 лет)
- 14 декабря — Ахмет Эртегюн (83) — турецко-американский бизнесмен, музыкальный продюсер, основатель лейбла Atlantic Records
- 17 декабря — Денис Пэйтон[англ.] (63) — британский музыкант, саксофонист и гитарист группы The Dave Clark Five
- 25 декабря — Джеймс Браун (73) — американский певец
- 26 декабря — Гоце Николовский, македонский певец и музыкант (р. 1947).